# Маэста (картина Дуччо)
«Маэста́» — алтарная картина, созданная в 1308—1311 годах по заказу города Сиена живописцем итальянского проторенессанса Дуччо ди Буонинсенья. Наиболее значимое произведение подобной иконографии, созданное в Италии, проложившее дорогу многим художественным открытиям искусства итальянского Возрождения.

## Название
«Маэста» (итал. maestà — величание) — итальянское название иконографического типа Девы Марии «Похвала Богородицы», окружённой ангелами, поющими Ей славу, который был распространён в XIII—XIV в. Другие известные образы «Маэста»: работы Симоне Мартини, Джотто (Мадонна Оньисанти).

## История
В сиенском городском архиве сохранился контракт от 4 октября 1308 года, заключённый между представителем Сиенского собора Якопо, «сыном усопшего Джилиберто Морискотти», и Дуччо ди Буонинсенья. В этом договоре кроме практических предписаний, касающихся предстоящей работы, содержались обязательные пункты о поведении Дуччо: картина должна быть написана только его рукой, то есть без помощников (laborabit suis manibus); Дуччо должен взять на себя обязательство использовать всё искусство и изобретательность, которыми наделил его Господь Бог (pingere et facere dictam tabulam quam melius poterit et sciverit et Dominus sibi largietur), и не должен выполнять никаких иных художественных работ, пока не закончена эта большая картина. В приложении сообщается, что Дуччо поклялся на Евангелии соблюдать договор «bona fide, sine fraude», то есть добросовестно и честно. По всей вероятности эти пункты специально пришлось прописать в договоре из-за вздорного и неугомонного характера художника. 
 Дуччо полагалась ежедневная плата в 16 сольди — солидная сумма, учитывающая как отсутствие у Дуччо других заработков в ближайшие годы, так и всю сложность предстоящей работы: подготовку деревянных панелей, покупку краски и золота — оплата всего этого была возложена на Дуччо, и ни в каких расходах он ограничен не был. Хронист середины XIV века Аньоло ди Тура дель Грассо сообщает, что это «…самая прекрасная из созданных картин, за которую было заплачено свыше 3000 золотых флоринов». Сумму он, безусловно, преувеличил, но тем не менее она была действительно большой.
Спустя три года «Маэста» была готова. Анонимный очевидец тех событий оставил запись о происходившем в Сиене 9 июня 1311 года — дне, который был объявлен праздничным: «… в день, когда (картину) переносили в собор, все лавки были закрыты, епископ дал распоряжение большому числу священников и монахов принять участие в торжественной процессии, с участием Синьоров из Совета девяти, всех чиновников (сиенской) коммуны, и простого люда; согласно церемонии, самые выдающиеся люди окружили картину со свечами в руках, а женщины с детьми шли следом в великом почтении; все они сопровождали картину до самого собора…».
Это был большой праздник, не столько религиозный, сколько всенародный, и коммуна взяла на себя часть расходов за него, а именно оплату «музыкантов, игравших на трубах, волынках и кастаньетах», которые сопровождали процессию. Через четыре года, в 1315 году, Симоне Мартини напишет свою фреску «Маэста» уже не в стенах собора, а в зале Маппамондо городской ратуши. Мадонна к этому моменту перестала быть чисто религиозным символом, она стала символом Сиены.
У основания трона Дуччо оставил надпись « Mater Sancta Dei sis causa Senis recuiei sis Ducio vita te quia pinxit ita» (О, Пресвятая Богородица, дарующая мир Сиене и жизнь Дуччо, который тебя так написал).
Эта грандиозная алтарная картина, размером 3,7 х 4, 5 метра была расписана с двух сторон и вставлена в красиво оформленный алтарь сиенского собора. Там она простояла до 1505 года, когда из-за ремонта в соборе её расположили позади алтаря св. Себастьяна (ныне это алтарь Распятия). Слава этой картины к тому времени давно прошла, и Джорджо Вазари в 1568 году в своём жизнеописании Дуччо сообщает следующее: « Я пытался выяснить, где эта доска находится теперь, но, несмотря на всё вложенное мной прилежание, мне не удалось ни разыскать её, ни узнать, что сделал с ней скульптор Франческо ди Джорджо, когда отделывал этот табернакль…» Интересно и то, что Вазари, как и Гиберти, ошибочно называет «Маэста» «Коронованием Марии» — это свидетельство того, что даже такие знатоки, как эти историки искусства, уже почти ничего не знали о великом творении Дуччо. Алтарь был окончательно разобран в августе 1771 года. Желая отделить две живописные поверхности картины одну от другой, картину распилили на семь частей, причём, очень грубо, пила прошлась по лику Мадонны. В дальнейшем разделённые части были соединены вновь, но без пределлы и верхнего регистра. Сделано это было примитивно, с помощью клея и гвоздей, были видны следы распилов, и в таком виде «Маэста» вновь была выставлена в сиенском соборе «в тихом и тёмном месте». В итоге всех манипуляций панели пределлы и картины верхнего регистра были утеряны, и в дальнейшем «всплыли» в иностранных музеях.
Частичная реставрация, которой мы обязаны сегодняшнему виду произведения, произошла в 1956 в римском Центральном реставрационном институте. В наши дни алтарный образ хранится в Музее Дель Опера Дель Дуомо — музее собора.

## Значение
К моменту создания «Маэсты» живопись Италии находилась под очень сильным воздействием византийской традиции. Это произведение явилось следующим шагом итальянского искусства по пути от иератических репрезентаций к большей реалистичности. Она стала первым и наиболее значимым памятником итальянской готической живописи, открытия которой, в свою очередь, привели к Ренессансным достижениям.
«Маэста» Дуччо оказывала чрезвычайное влияние на развитие сиенской школы живописи последующей эпохи.

### Стиль
Дуччо использует равномерное освещение. Стоит отметить более мягкую и естественную трактовку складок одеяний, натуралистичное изображение младенца.

Дуччо обладает умением вести занимательный лирический рассказ, который, в противоположность распространенным в то время запутанным религиозным аллегориям, передан очень наглядно, просто и ясно. Повествуя о жизни и страданиях Христа в многофигурных сценах оборотной стороны иконы, Дуччо пытается вводить в них реалистические и даже жанровые моменты, но не доводит их до конца, подчиняя все декоративному началу. Перспектива, как правило, везде отсутствует, фигуры лишены пластической ощутимости, нетвердо стоят на ногах, не обладают весомостью, в силу чего эти сцены не создают реального и жизненного впечатления.

## Состав и иконография
«Маэста» является двусторонним произведением, лицевая сторона которого посвящена Богородице, а обратная Иисусу. По развитости иконографической программы его можно сравнить с фресковыми циклами, украшавшими стены церквей.

### Лицевая сторона
На лицевой стороне основной панели изображена Богоматерь с младенцем, 12 ангелами и 19 святыми.
Мадонна сидит на мраморном троне с инкрустациями в стиле косматеско. На его подножии написано две молитвы: её просят даровать мир городу Сиена и славу нарисовавшему её художнику Дуччо («MATER SCA DEI /SIS CAUSA SENIS REQUEI/ SIS DUCIO VITA/ ТЕ QUIA PINXIT ITA»). У самого трона с обеих сторон — по два ангела. С левой стороны среди прочих стоят Иоанн Евангелист (изображён как старик с бородой и книгой), апостол Павел со своим мечом, а последняя в ряду — Екатерина Александрийская с пальмовой ветвью. С правой стороны — Иоанн Креститель, апостол Петр (с книгой), последняя — святая Агнесса (держит медальон с агнцем).
В нижнем регистре изображены коленопреклонёнными 4 покровителя города: епископ Ансанус, крестивший Сиену в IV-м веке, епископ Савин (с левой стороны), мученик Кресценциус, чьи останки покоятся в соборе с 1058 г., и Виктор, христианский солдат из Сирии, патрон Сиены с 1288. Второй ряд — ангелы, по шесть с каждой стороны. За троном — также ангелы.
В верхнем ярусе над головами святых и ангелов написаны полуфигуры оставшихся 10 апостолов.
Венчающий ряд этой стороны, согласно реконструкции, состоял из эпизодов Богородичного цикла и включал:
1. Ангел сообщает Марии о её грядущей кончине (Сиена)
2. Прощание со св. Иоанном (Сиена)
3. Прощание с апостолами (Сиена)
4. Вознесение Марии (предположительно, ныне утерян)
5. Коронование Марии (предположительно, ныне утерян)
6. Успение Богоматери (Сиена)
7. Погребальная процессия (Сиена)
8. Погребение Богоматери (Сиена)
Представляется, что алтарь имел завершение по верху в виде вимпергов и, возможно, пинаклей. В вимпергах, как считается, располагались ещё 6 изображений ангелов, четыре из которых хранятся в Брюсселе, Филадельфии, Нидерландах и Массачусетсе.
Нижний ряд (пределла) реконструируется так:
9. Благовещение (Национальная галерея, Лондон)
10. Пророк Исайя (Национальная галерея, Вашингтон)
11. Рождество (Национальная галерея, Вашингтон)
12. Пророк Иезекииль (Национальная галерея, Вашингтон)
13. Поклонение волхвов (Сиена)
14. Царь Соломон (Сиена)
15. Сретение (Сиена)
16. Пророк Малахия (Сиена)
17. Избиение младенцев (Сиена)
18. Пророк Иеремия (Сиена)
19. Бегство в Египет (Сиена)
20. Пророк Осия (Сиена)
21. Христос среди учителей (Сиена)

### Оборотная сторона
Оборотная сторона алтарного образа посвящена истории Иисуса Христа и в особенности Страстей Христовых. Так же, как и лицевая, прежде она состояла из трёх ярусов — центрального (на илл.), верхнего, увенчанного ангелами, и нижней пределлы. (См. реконструкцию).
В отличие от наружной стороны этой доски, которая целиком занята крупным изображением Богородицы на троне, реверс разделён на 26 отдельных клейм, которые вместе с нижним и верхним рядом составляют 43 евангельских эпизода. Хронологическая последовательность развёртывания рассказа шла от нижнего яруса к потолку собора.
Нижний ярус (пределла) посвящён эпизодам до Входа в Иерусалим:
a. Крещение (утерян)
b. Искушение Иисуса с кровли храма (Сиена)
c. Искушение Иисуса с вершины горы (коллекция Фрик, Нью-Йорк)
d. Призвание апостолов Петра и Андрея (Национальная галерея, Вашингтон)
e. Брак в Кане Галилейской (Сиена)
f. Иисус и самаритянка (Музей Тиссена-Борнемисы, Мадрид)
g. Исцеление слепого (Национальная галерея, Лондон)
h. Преображение (Национальная галерея, Лондон)
i. Воскрешение Лазаря (Музей Кимбелл, США)
Центральный ярус сохранил свою цельность и находится в Сиене. Он практически целиком посвящён Страстям за исключением 4 последних сцен, относящихся к Воскресению:
1. Вход в Иерусалим
2. Тайная вечеря
3. Омовение ног
4. Христос пророчествует о предательстве ученикам
5. Иуда получает 30 сребреников
6. Моление о чаше
7. Поцелуй Иуды
8. Иисус перед Понтием Пилатом
9. Иисус обвиняется фарисеями
10. Иисус перед Каифой
11. Поругание
12. Отречение апостола Петра
13. Иисус перед Анной
14. Иисус перед царём Иродом
15. Вторая встреча Иисуса и Пилата
16. Увенчание терновым венцом
17. Бичевание
18. Понтий Пилат умывает руки
19. Крестный путь
20. Распятие — центральный элемент композиции
21. Снятие с креста
22. Погребение
23. Жёны-мироносицы у гробницы
24. Дорога в Эммаус
25. Noli me tangere
26. Христос в лимбо

Верхний ярус посвящён эпизодам, произошедшим после Воскресения:
A. Явление Христа перед закрытыми дверьми (Сиена)
B. Уверение апостола Фомы (Сиена)
C. Явление Христа на озере Тиберия (Сиена)
D. Вознесение Иисуса (предположительно, утерян)
E. Христос во славе (предположительно, утерян)
F. Явление Христа на горе (Сиена)
G. Явление апостолам (Сиена)
H. Сошествие святого Духа (Сиена)

## Интересные факты
- Как полагают некоторые исследователи, Дуччо придал сходство с Симоне Мартини фигуре Христа, стоящего перед Пилатом, в одной из композиций оборотной стороны.